# Periklo
Periklo (grčki: Περιϰλῆς, Periklēs) je bio starogrčki državnik, vrstan govornik i vojskovođa (oko 495. pr. Kr. – 429. pr. Kr.). Bio je pripadnik atenskog plemstva (aristokracije) i dobar vojskovođa, no ostao je poznat po zalaganju za atenski narod (demos). Bio je dobro obrazovan, izvrstan govornik, a podršku puka dobio je zbog promjena koje je proveo. Najsjajnije razdoblje atenske povijesti, od kraja perzijskih ratova do početka Peloponeskoga rata, bilo je u znaku Periklove osobnosti („Periklovo doba”, 461. – 429. pr. Kr.). Tada je atenska demokracija dosegla vrhunac, a Atena je postala najljepši i najbogatiji grad helenskog svijeta.

## Mladost
Izvori o Periklovom životu potječu uglavnom iz dva ne potpuno pouzdana izvora. Prvi je povjesničar Tukidid koji mu se divio i nije ga kritizirao. No, Tukidid je oko 40 godina mlađi od Perikla i u potpunosti se usredotočio na Periklove intelektualne sposobnosti i vodstvo u ratu, izostavljajući biografske detalje, za koje je smatrao da su irelevantni. Ove praznine djelomično popunjava rimski povjesničar Plutarh, koji ga je, nekih 500 godina kasnije, opisao kao čovjeka nepokolebljivih vrlina i veličine koji se uspješno nosio s promjenjivim masama.
Periklo je bio pripadnik atenskog plemstva. Njegov otac, Ksantip, zapovijedao je u čuvenoj bitci kod Mikale, a majka mu je bila unuka čuvenog reformatora Klistena. 
U mladosti na njega je snažan utjecaj imao njegov učitelj glazbe, Damon, koji ga je uputio na predsokratske filozofe Zenona iz Eleje i Anaksagore iz Klazomene. Kasnije, već kao vođa Atene, Periklo je stalno održavao tijesne odnose s najnaprednijim i najtalentiranijim ljudima svog vremena, kao što su sofist Protagora, povjesničar Herodot i veliki umjetnik Fidija.
Njegov otac, Ksantip, je bio kažnjen ostrakizmom 484. godine zbog sukoba s vlastima po pitanju odnosa s Perzijom. No, vratio se nakon opće amnestije 480. godine, te je čak i zapovijedao atenskim snagama kod Mikale 479. godine. Periklo je od njega naslijedio ne samo odanost demokraciji, nego i posjed u demi Holargu, sjeverno od grada Atene, što ga je učinilo relativno bogatim. Periklova majka Agarista, iz obitelji Alkmeonida, priskrbila mu je političke veze, koje su ipak bile u opadanju.
Prvi poznat datum u Periklovom životu je 472. godina, kada je kao koreg platio prikazivanje Eshilove perzijske trilogije, Perzijanci. Sljedeće godine njegovog života nisu poznate, sve do 463. godine, kada je optužio Kimona, tada vodećeg atenskog vojskovođu i državnika, zbog neuspješne vojne pomoći spartanskom plemstvu protiv pobunjenih helota (robova). Kimon je prognan iz Atene na deset godina.

## Periklovo doba
Vrlo rano postao je pristaša Efijalta u borbi za demokratizaciju atenskog ustavnog ustroja; u toj je borbi bila slomljena oligarhijska vlast areopaga. Periklo je na čelo atenske demokracije došao nakon ubojstva Efijalta (461. pr. Kr.), te je uspio postići da čast arhonta, sudske i upravne službe u Ateni (koje su se počele plaćati od 457. pr. Kr.) mogu obavljati i siromašniji građani. Naime, Periklo je uveo dnevnice za obavljanje državnih poslova i sudjelovanje u radu narodne skupštine, siromašnijim građanima je omogućio pristup u upravu i sudstvo, tako što su se dužnosnici birali ždrijebom. Periklo je svu vlast predao narodnoj skupštini koju su činili svi slobodni Atenjani s građanskim statusom. Ona je odlučivala o svim državnim poslovima i formalno Atena je postala demokratska republika. 
Tijekom Prvog Peloponeskog rata, Periklo je 454. pr. Kr. napao grad Sikon i pokrajinu Akarniju. Potom je neuspješno pokušao osvojiti Enijadu u Korintskom zaljevu, prije povratka u Atenu. God. 451. pr. Kr. Periklo je vratio Kimona iz progonstva koji je sa Spartom dogovorio petogodišnje primirje.
Kada su se polovicom 450-ih pr. Kr. Egipćani pobunili protiv perzijske vlasti, Periklo je poslao Kimona na čelu vojske da bezuspješno opsjedne perzijsku utvrdu na Nilu. Nakon tog neuspjeha, Kimon je ipak pobijedio Perzijance kod Salamisa na Cipru 450. pr. Kr.
God. 449. pr. Kr. započeo je Drugi sveti rat kada je Sparta odvojila Delfe od Fokide i proglasila ga neovisnim gradom. Sljedeće godine Periklo je poveo atensku vojsku protiv Delfa, kako bi povratio vlast Fokide nad svegrčkim svetištem.
Nakon Kimonove smrti 447. pr. Kr. ostrakizmom je iz Atene uklonio njegova nasljednika u vodstvu aristokratsko-konzervativne stranke i postao stvarno neograničenim gospodarom Atene. Periklo nije bio arhont, ali su ga uvijek ponovno birali za stratega, i to mu je bio formalni oslonac za vlast. Kao vojnik i političar, nadahnut idejom helenskoga jedinstva pod vodstvom Atene, Periklo je u prvom redu želio osigurati svojemu gradu političku slobodu i velika materijalna sredstva (prijenos blagajne Delskoga saveza u Atenu).
U Periklovo doba Atena je obnovljena i sagrađene su mnoge javne zgrade, atenska Akropola (Partenon, Propileje, Odejon) i gradske zidine s utvrđenjem luke Pirej. U Atenu su dolazili mnogi filozofi, umjetnici i znanstvenici od kojih su mnogi bili Periklovi intimni prijatelji (Damon, Anaksagora, Protagora, Sofoklo, Herodot i Fidija). Tako je Atena doživjela procvat te je zauzela vodeći položaj među grčkim polisima. 
Tukidid navodi kako su se početkom Drugog Peloponeskog rata 431. pr. Kr. Atenjani naljutili na Perikla što ne šalje vojsku na Peloponežane u Atici. Periklo je svojim govorom pokušavao ublažiti gnjev Atenjana koji su ga kaznili novčanom kaznom. Dvije godine i šest mjeseci od početka rata Periklo je umro od kuge koja je harala Atenom. Neposredno pred smrt je izjavio kako je ponosan što za vrijeme svog djelovanja nije zavio u crninu nijednog Atenjanina.